# Jan Kodeš
Jan Kodeš (1 de Março em 1946, Praga, Checoslováquia) é um ex-tenista profissional tcheco.
Em 1970 e 1971, conquistou o Torneio de Roland-Garros, na França. Em 1973, venceu o Torneio de Wimbledon, na Grã Bretanha.

## Grand Slam finais

### Simples: 5 (3 títulos, 2 vices)
| Resultado | Ano  | Campeonato        | Piso   | Oponente          | Placar                  |
| --------- | ---- | ----------------- | ------ | ----------------- | ----------------------- |
| Campeão   | 1970 | Roland Garros (1) | Saibro | Željko Franulović | 6–2, 6–4, 6–0           |
| Campeão   | 1971 | Roland Garros (2) | Saibro | Ilie Năstase      | 8–6, 6–2, 2–6, 7–5      |
| Vice      | 1971 | US Open (1)       | Grama  | Stan Smith        | 6–3, 3–6, 2–6, 6–7(3–5) |
| Campeão   | 1973 | Wimbledon         | Grama  | Alex Metreveli    | 6–1, 9–8(7–5), 6–3      |
| Vice      | 1973 | US Open (2)       | Grama  | John Newcombe     | 4–6, 6–1, 6–4, 2–6, 3–6 |

## Grand Prix Finais
| Resultado | Ano  | Torneio        | Piso | Oponente          | Score       |
| --------- | ---- | -------------- | ---- | ----------------- | ----------- |
| Campeão   | 1970 | St. Petersburg | Duro | Joaquin Lolo-Mayo | 6-3/6-3/6-3 |